# Hønefossen
Hønefossen (egentlig Hønenfoss) er et vandfald på elven Begna, der ligger midt byen Hønefoss i Ringerike kommune i Viken fylke i Norge. Vandfaldet har en brutto faldhøjde på ca. 22 meter. Ned til vandfaldet ligger Nordre park, som et grønt område i byen. 
Hønefossen er i dag reguleret og har to kraftværker; Hønefoss kraftstasjon I (også kaldet "Hønefoss gamle kraftstasjon") og Hønefoss kraftstasjon II. Sidstnævnte stod færdig i 1978 og har en installeret effekt på 23 MW og en årsproduktion på ca. 134 GWh. I juni måned har den en vandgennemstrømning på 40 m³/sek. Under oversvømmelserne i juli 2007 løb der dog ca 500 m³/sek.